# Ancien japonais
Le vieux japonais (ou ancien japonais) au sens large est le japonais tel qu'il était parlé entre le IVe siècle et le XIIe siècle (fin de l'époque Heian en 1185). Il se divise en deux périodes : le haut japonais (上代日本語, jōdai nihongo, 上 signifiant l'idée d'antériorité) et le moyen japonais (中古日本語, chūko nihongo, 中 se rapportant à l'idée d'époque médiane).

## Le haut japonais
Le haut japonais, plus ancienne forme connue de cette langue, commence au IVe siècle (premières transcriptions du japonais en caractères chinois). On le fait aboutir traditionnellement en 794, début de l'époque de Heian.
On a distingué 88 syllabes en haut japonais :
| a  | i   | i   | u  | e   | e   | o   | o   |
| ka | ki1 | ki2 | ku | ke1 | ke2 | ko1 | ko2 |
| ga | gi1 | gi2 | gu | ge1 | ge2 | go1 | go2 |
| sa | si  | si  | su | se  | se  | so1 | so2 |
| za | zi  | zi  | zu | ze  | ze  | zo1 | zo2 |
| ta | ti  | ti  | tu | te  | te  | to1 | to2 |
| da | di  | di  | du | de  | de  | do1 | do2 |
| na | ni  | ni  | nu | ne  | ne  | no1 | no2 |
| ha | hi1 | hi2 | hu | he1 | he2 | ho  | ho  |
| ba | bi1 | bi2 | bu | be1 | be2 | bo  | bo  |
| ma | mi1 | mi2 | mu | me1 | me2 | mo1 | mo2 |
| ya |     |     | yu | ye  | ye  | yo1 | yo2 |
| ra | ri  | ri  | ru | re  | re  | ro1 | ro2 |
| wa | wi  | wi  |    | we  | we  | wo  | wo  |

## Le moyen japonais
Le moyen japonais (ou « ancien japonais stricto sensu ») est beaucoup plus connu que le haut japonais. Il correspond à la période Heian.
Le haut japonais était écrit en adaptant et en calquant les idéogrammes chinois. Au cours de la période Heian, deux nouveaux types de caractères sont apparus : les hiragana et katakana. Ils ont permis de simplifier l'écriture du japonais et en cela ont participé à l'essor d'un nouvel âge de la littérature nippone : Le Dit du Genji (源氏物語, genji monogatari), les Contes d'Ise (伊勢物語, ise monogatari), le Conte du Coupeur de Bambou (竹取物語, taketori monogatari), etc.

### Le passage à l'écriture enkana
Le japonais fut écrit de trois manières successives. D’abord, le man'yōgana fut créé à partir du chinois, utilisation phonétique des idéogrammes. Puis les man'yōgana ont été simplifiés et ont formé les hiragana et katakana, qui, bien que caractères moraïques aujourd'hui, sont issus d'idéogrammes utilisés en moyen japonais.

### Phonétique du moyen japonais
| a  | i  | u  | e  | o  |
| ka | ki | ku | ke | ko |
| ga | gi | gu | ge | go |
| sa | si | su | se | so |
| za | zi | zu | ze | zo |
| ta | ti | tu | te | to |
| da | di | du | de | do |
| na | ni | nu | ne | no |
| ha | hi | hu | he | ho |
| ba | bi | bu | be | bo |
| ma | mi | mu | me | mo |
| ya |    | yu |    | yo |
| ra | ri | ru | re | ro |
| wa | wi |    | we |    |